# محمد رحیمیان
محمد رحیمیان (زاده ۱۳۳۱، شهرضا) مهندس عمران و استاد دانشکدهٔ فنی دانشگاه تهران و معاون پژوهشی دانشگاه تهران از سال ۱۳۹۴ تا سال ۱۴۰۰ بوده است. او پیش از این ریاست و معاونت پژوهشی این دانشگاه را برعهده داشته است.
او پس از دریافت فوق لیسانس مهندسی راه و ساختمان از دانشکده فنی دانشگاه تهران به فرانسه رفت و در ۱۳۵۷ و ۱۳۶۰ به ترتیب DEA و دکترای خود را در مهندسی راه و ساختمان با گرایش مکانیک ساختمان از مدرسه پل و راه فرانسه دریافت کرد. وی تاکنون ۲۴ مقاله و گزارش علمی در نشریات خارجی و داخلی ارائه داده است.